# Deborah J. Mayhew
Deborah J. Mayhew é uma educadora e consultora americana na área de usabilidade de software, engenharia de usabilidade e interação humano-computador. Participou da fundação da SIGCHI e organizou a primeira conferência da CHI em 1983.
Mayhew publicou livros sobre usabilidade, incluindo The Usabilidade Engineering Lifecycle. Em 1994, co-editou Usabilidade que justifica custos com Randolph Bias, que foi incluído na lista de "trabalhos essenciais" do professor Gerald J. Alred sobre documentação e usabilidade e descrito como "famoso" por SIGCHI.